# Russell Crowe
Russell Ira Crowe (Wellington, Új-Zéland, 1964. április 7. –) Oscar-, Golden Globe- és BAFTA-díjas új-zélandi−ausztrál filmszínész, filmproducer és zenész.
Nemzetközi hírnévre Ridley Scott Gladiátor (2000) című történelmi filmjének főhőseként tett szert, elnyerve a legjobb férfi főszereplőnek járó Oscart. További, kritikailag elismert szerepei közé tartozik Jeffrey Wigand A bennfentes (1999) és John Forbes Nash az Egy csodálatos elme (2001) című filmekben.
2015-ben debütált rendezőként az Akihez beszél a föld című drámájával, melyet főszereplőként is jegyez.

## Fiatalkora és családja
Új-Zélandon, Wellington egyik külvárosában született. Felmenői minden valószínűség szerint angolszászok, ugyanakkor norvég és anyai ágon maori eredetűek. Nem sokkal három éves kora után, 1967-ben a család Ausztráliában telepedett le. Mozgalmas gyermekkora volt: 1978-ban, 14 évesen költözött be szüleivel első normális, talán végleges otthonukba. Szülei filmforgatásokon a stáb étkeztetését vállalták, apja hotelmenedzser is volt. Russell hatévesen már elkísérhette őket egy forgatásra és egy idő után kisebb-nagyobb szereplési lehetőséget is kapott.

## Pályafutása
Legelőször egy árva kisfiú szerepében tűnt fel egy népszerű ausztrál tévésorozatban. 1978-ban az énekesi pályára tévedt, a keményebb rock műfajában szeretett volna érvényesülni. Legnagyobb sikere 1980-ban megjelentetett kislemeze, melyből szép számmal kelt el. Semmi sem térítette el a zenéléstől, mind a mai napig énekese és gitárosa, illetve zeneszerzője a 30 Odd Foot of Grunts nevű új-zélandi csapatnak.
1992-ben ő kapta meg a legjobb színész díját a Romper Stomper című ausztrál filmben nyújtott alakításáért a Seattle-i Nemzetközi Filmfesztiválon, majd 1993-ban szintén elnyerte e kitüntetést.
Hollywood, Sharon Stone-nal együtt a Romper Stomperbenfigyelt fel Russellre (aki a főszereplő skinhead vezért játszotta) és szereplési lehetőséget ajánlott neki a Gyorsabb a halálnál (1995) című westernfilmben. A film az Államokban nem aratott osztatlan sikert, ugyanakkor Crowe szülőhazájában igen. A beteljesülést a James Ellroy regényéből készült Szigorúan bizalmas (1997) hozta meg Russellnek, ezt Hollywood még „csendben tűrte”, az 1999-es A bennfentesben nyújtott alakításáért már hivatalos elismerés is járt: a legjobb főszereplőnek járó Oscar-díjra jelölték.
Végül a Gladiátor (2000) című meghozta számára az Oscart. Az Egy csodálatos elme című megrázó filmben a matematikus John Forbes Nasht játszotta el, s bár ez 2001-ben újabb jelölést hozott ebben a kategóriában, de már nem sikerült aranyszoborra váltania.
Pályafutása során a különféle díjátadókon 27 alkalommal nyert és még 34 alkalommal volt jelölt.

## Magánélete
2003 és 2018 között Danielle Spencer ausztrál színésznő házastársa volt, két fiuk született.

## Filmográfia

### Film

#### Rendező, író és producer
| Év   | Magyar cím           | Eredeti cím                       | Feladatkör | Feladatkör | Feladatkör |
| Év   | Magyar cím           | Eredeti cím                       | Rendező    | Író        | Producer   |
| ---- | -------------------- | --------------------------------- | ---------- | ---------- | ---------- |
| 2002 |                      | Texas                             | Igen       | Nem        | Igen       |
| 2002 |                      | 60 Odd Hours in Italy (rövidfilm) | Igen       | Nem        | Nem        |
| 2010 | Robin Hood           | Robin Hood                        | Nem        | Nem        | Igen       |
| 2014 | Akihez beszél a föld | The Water Diviner                 | Igen       | Nem        | Nem        |
| 2015 | Apák és lányaik      | Fathers and Daughters             | Nem        | Nem        | Vezető     |
| 2022 | Pókerarc             | Poker Face                        | Igen       | Igen       | Nem        |

#### Színész
| Év   | Magyar cím                                | Eredeti cím                                     | Szerep                     | Magyar hang          | Rendező            |
| ---- | ----------------------------------------- | ----------------------------------------------- | -------------------------- | -------------------- | ------------------ |
| 1990 | A véreskü                                 | Blood Oath                                      | Jack Corbett hadnagy       | Czvetkó Sándor       | Stephen Wallace    |
| 1990 | A véreskü                                 | Blood Oath                                      | Jack Corbett hadnagy       | Czető Roland         | Stephen Wallace    |
| 1990 |                                           | The Crossing                                    | Johnny Ryan                |                      | George Ogilvie     |
| 1991 | Bizonyíték                                | Proof                                           | Andy                       |                      | Jocelyn Moorhouse  |
| 1992 | Mokaszin                                  | Spotswood                                       | Kim Barry                  | Moser Károly         | Mark Joffe         |
| 1992 | Romper Stomper                            | Romper Stomper                                  | Hando                      | Gesztesi Károly      | Geoffrey Wright    |
| 1993 | Az erdőlakó fia                           | Hammers Over the Anvil                          | East Driscoll              |                      | Ann Turner         |
| 1993 | Az ezüst Brumby                           | The Silver Brumby                               | A Férfi (Egan)             | Selmeczi Roland      | John Tatoulis      |
| 1993 | Élj a pillanatnak!                        | For the Moment                                  | Lachlan Currie             | Fekete Ernő          | Aaron Kim Johnston |
| 1993 | Limbóláz                                  | Love in Limbo                                   | Arthur Baskin              |                      | David Elfick       |
| 1994 | Mennyit érünk                             | The Sum of Us                                   | Jeff Mitchell              |                      | Kevin Dowling      |
| 1995 | Gyorsabb a halálnál                       | The Quick and the Dead                          | Cort                       | Anger Zsolt          | Sam Raimi          |
| 1995 | Gyorsabb a halálnál                       | The Quick and the Dead                          | Cort                       | László Zsolt         | Sam Raimi          |
| 1995 | Keleti harc                               | No Way Back                                     | Zack Grant FBI-ügynök      | Csankó Zoltán        | Frank Cappello     |
| 1995 | SID 6.7 – A tökéletes gyilkos             | Virtuosity                                      | SID 6.7                    | Széles László        | Brett Leonard      |
| 1995 | Különös varázslat                         | Rough Magic                                     | Alex Ross                  | Csankó Zoltán        | Clare Peploe       |
| 1997 | Szigorúan bizalmas                        | L.A. Confidential                               | Wendell "Bud" White rendőr | Kálid Artúr          | Curtis Hanson      |
| 1997 | Mindörökké menthetetlen                   | Heaven's Burning                                | Colin O'Brien              | Czvetkó Sándor       | Craig Lahiff       |
| 1997 | Szakíts, ha bírsz!                        | Breaking Up                                     | Steve                      |                      | Robert Greenwald   |
| 1999 | Majd, ha fagy!                            | Mystery, Alaska                                 | John Biebe seriff          | Kaszás Mihály        | Jay Roach          |
| 1999 | A bennfentes                              | The Insider                                     | Jeffrey Wigand             | Rátóti Zoltán        | Michael Mann       |
| 2000 | Gladiátor                                 | Gladiator                                       | Maximus Decimus Meridius   | Vass Gábor           | Ridley Scott (1.)  |
| 2000 | Túszharc                                  | Proof of Life                                   | Terry Thorne               | Szabó Sipos Barnabás | Taylor Hackford    |
| 2000 | Túszharc                                  | Proof of Life                                   | Terry Thorne               | Kőszegi Ákos         | Taylor Hackford    |
| 2001 | Egy csodálatos elme                       | A Beautiful Mind                                | John Nash                  | Rátóti Zoltán        | Ron Howard (1.)    |
| 2003 | Kapitány és katona: A világ túlsó oldalán | Master and Commander: The Far Side of the World | Jack Aubrey kapitány       | Sörös Sándor         | Peter Weir         |
| 2005 | A remény bajnoka                          | Cinderella Man                                  | Jim Braddock               | Kőszegi Ákos         | Ron Howard (2.)    |
| 2006 | Bor, mámor, Provence                      | A Good Year                                     | Max Skinner                | Kőszegi Ákos         | Ridley Scott (2.)  |
| 2007 | Börtönvonat Yumába                        | 3:10 to Yuma                                    | Ben Wade                   | Kőszegi Ákos         | James Mangold      |
| 2007 | Amerikai gengszter                        | American Gangster                               | Richie Roberts nyomozó     | Rátóti Zoltán        | Ridley Scott (3.)  |
| 2008 | Hazugságok hálója                         | Body of Lies                                    | Ed Hoffman                 | Kőszegi Ákos         | Ridley Scott (4.)  |
| 2009 | Halálos gyengédség                        | Tenderness                                      | Cristofuoro nyomozó        | Kőszegi Ákos         | John Polson        |
| 2009 | A dolgok állása                           | State of Play                                   | Cal McAffrey               | Vass Gábor           | Kevin Macdonald    |
| 2010 | Robin Hood                                | Robin Hood                                      | Robin Longstride           | Kőszegi Ákos         | Ridley Scott (5.)  |
| 2010 | A következő három nap                     | The Next Three Days                             | John Brennan               | Kőszegi Ákos         | Paul Haggis        |
| 2012 | A vasöklű férfi                           | The Man with the Iron Fists                     | A Mészáros (Jack Knife)    | Kőszegi Ákos         | Robert "RZA" Diggs |
| 2012 | A nyomorultak                             | Les Misérables                                  | Javert felügyelő           | eredeti nyelven      | Tom Hooper         |
| 2013 | Megtört város                             | Broken City                                     | Nicholas Hostetler         | Kőszegi Ákos         | Allen Hughes       |
| 2013 | Az acélember                              | Man of Steel                                    | Jor-El                     | Kőszegi Ákos         | Zack Snyder (1.)   |
| 2014 | Téli mese                                 | Winter's Tale                                   | Pearly Soames / Demon      | Kőszegi Ákos         | Akiva Goldsman     |
| 2014 | Noé                                       | Noah                                            | Noé                        | Kőszegi Ákos         | Darren Aronofsky   |
| 2014 | Akihez beszél a föld                      | The Water Diviner                               | Joshua Connor              | Kőszegi Ákos         | Russell Crowe (1.) |
| 2015 | Apák és lányaik                           | Fathers and Daughters                           | Jake Davis                 | Csuja Imre           | Gabriele Muccino   |
| 2016 | Rendes fickók                             | The Nice Guys                                   | Jackson Healy              | Kőszegi Ákos         | Shane Black        |
| 2017 |                                           | War Machine                                     | Bob White (cameo)          |                      | David Michôd       |
| 2017 | A múmia                                   | The Mummy                                       | Dr. Henry Jekyll           | Kőszegi Ákos         | Alex Kurtzman      |
| 2018 | Eltörölt fiú                              | Boy Erased                                      | Marshall Eamons            | Vass Gábor           | Joel Edgerton      |
| 2019 | A Kelly banda igaz története              | True History of the Kelly Gang                  | Harry Power                | Kőszegi Ákos         | Justin Kurzel      |
| 2020 | Téboly                                    | Unhinged                                        | Tom Cooper                 | Kőszegi Ákos         | Derrick Borte      |
| 2021 | Zack Snyder: Az Igazság Ligája            | Zack Snyder's Justice League                    | Jor-El (hangja)            | Kőszegi Ákos         | Zack Snyder (2.)   |
| 2022 | Thor: Szerelem és mennydörgés             | Thor: Love and Thunder                          | Zeusz                      | Szabó Győző          | Taika Waititi      |
| 2022 | Prizefighter: Jem Belcher élete           | Prizefighter: The Life of Jem Belcher           | Jack Slack                 | Schneider Zoltán     | Daniel Graham      |
| 2022 | Minden idők legelképesztőbb sörfuvarja    | The Greatest Beer Run Ever                      | Arthur Coates              |                      | Peter Farrelly     |
| 2022 | Pókerarc                                  | Poker Face                                      | Jake                       | Csernák János        | Russell Crowe (2.) |
| 2023 | A pápa ördögűzője                         | The Pope's Exorcist                             | Gabriele Amorth atya       | Rába Roland          | Julius Avery       |
| 2024 | Maga a pokol                              | Land of Bad                                     | Reaper                     | Kőszegi Ákos         | William Eubank     |
| 2024 | Szunnyadó vérebek                         | Sleeping Dogs                                   | Roy Freeman                | Kőszegi Ákos         | Adam Cooper        |
| 2024 | Ördögűzés                                 | The Exorcism                                    | Anthony Miller             | Kőszegi Ákos         | Joshua John Miller |
| 2024 | Kraven, a vadász                          | Kraven the Hunter                               | Nyikolaj Kravinov          | Rába Roland          | J. C. Chandor      |

Dokumentumfilmek
- 2007: Bra Boys: Blood Is Thicker than Water – narrátor
- 2013: Red Obsession – narrátor
- 2018: Turtle Odyssey – narrátor

### Televízió
| Év   | Magyar cím                              | Eredeti cím                        | Szerep          | Megjegyzések                          |
| ---- | --------------------------------------- | ---------------------------------- | --------------- | ------------------------------------- |
| 1987 | Szomszédok                              | Neighbours                         | Kenny Larkin    | 4 epizód                              |
| 1991 |                                         | Brides of Christ                   | Dominic Maloney | 1 epizód                              |
| 2004 |                                         | Colour of War: The Anzacs          | narrátor        | 3 epizód                              |
| 2012 | Doye és Doyle – Ketten bevetésen        | Republic of Doyle                  | Boyd Keiley     | 1 epizód                              |
| 2018 | John Oliver-show az elmúlt hét híreiről | Last Week Tonight with John Oliver | önmaga          | 1 epizód                              |
| 2019 | A legharsányabb hang                    | The Loudest Voice                  | Roger Ailes     | - minisorozat - vezető producer       |
| 2024 |                                         | Ark: The Animated Series           | Kor the Prophet | - animációs sorozat - vezető producer |

## Fontosabb díjak és jelölések
- 2001: Golden Globe-díj – legjobb színész, Dráma, A Beautiful Mind
- 2001: BAFTA-díj a legjobb férfi főszereplőnek – legjobb színész, A Beautiful Mind
- 2001: Screen Actors Guild Award – legjobb színész, A Beautiful Mind
- 2000: Oscar-díj – legjobb színész, Gladiator
- 1992: AFI-díj – legjobb színész, Romper Stomper
- 1991: AFI-díj – legjobb mellékszereplő színész, Proof

## Fordítás
- Ez a szócikk részben vagy egészben  a   Russell Crowe című angol Wikipédia-szócikk fordításán alapul.  Az eredeti cikk szerkesztőit annak laptörténete sorolja fel. Ez a jelzés csupán a megfogalmazás eredetét és a szerzői jogokat jelzi, nem szolgál a cikkben szereplő információk forrásmegjelöléseként.